# Lev Alexeïevitch Perovski
Ne doit pas être confondu avec Lev Nikolaïevitch Perovski.
Pour les articles homonymes, voir Perovski.
Lev Alexeïevich Perovski (en russe : Лев Алексе́евич Перо́вский ; 9 septembre 1792 près de Novhorod-Siversky - 21 novembre 1856 à Saint-Pétersbourg) est une personnalité de l'empire russe, à la fois homme d'État (il servit en tant que ministre des Affaires intérieures sous Nicolas Ier de Russie) et minéralogiste réputé.

## Biographie
Il est le fis illégitime du comte Alexeï Razoumovski et d'une bourgeoise, Maria Mikhaïlovna Sobolev. Son nom provient des terres de Perov près de Moscou, qu'il acquit à la succession de son père. Il est le frère du gouverneur Nikolaï Perovski (1785-1858), d'Alexeï Perovski (1786-1836), et du général Vassili Perovski (1794-1857).
Formé à l'université de Moscou, il participa à la guerre de 1812, puis occupa diverses fonctions officielles avant d'être nommé ministre de l'Intérieur en 1841.
En 1845, il proposa la création de la Société géographique de Russie.
Le minéralogiste allemand Gustav Rose, lui a dédié une espèce minérale : la pérovskite qui, depuis 2012, porte de grands espoirs de réalisation de cellules photovoltaïque performantes et très peu chères.

## Source
- (ru) Cet article est partiellement ou en totalité issu de l’article de Wikipédia en russe intitulé « Перовский, Лев Алексеевич » (voir la liste des auteurs).